# 1 500 meter för herrar i friidrott vid olympiska sommarspelen 2024

Officiell video på loppet.

Herrarnas 1 500 meter vid olympiska sommarspelen 2024 avgjordes mellan den 2 och 6 augusti 2024 på Stade de France i Paris, Frankrike. 45 idrottare från 21 nationer deltog i tävlingen. Det var 30:e gången grenen fanns med i ett OS och den har funnits med i varje OS sedan första upplagan 1896.
| Spel                  | Guld            | Silver                   | Brons            |
| Herrarnas 1 500 meter | Cole Hocker USA | Josh Kerr Storbritannien | Yared Nuguse USA |

## Sammanfattning
Grenen 1 500 meter i de olympiska spelen 2024 såg ut att bli ett spännande lopp på grund av rivaliteten mellan den norska regerande olympiska mästaren på 1 500 meter och dubble världsmästaren på 5 000 meter Jakob Ingebrigtsen och den brittiska världsmästaren på 1 500 meter och 3 000 meter inomhus, Josh Kerr. Båda två var stora guldfavoriter. Inför tävlingen kallade World Athletics president, medeldistansmästare och dubble olympiske mästaren på 1 500 meter Sebastian Coe finalen för tidernas lopp ("a race for the ages").
Efter att ha vunnit den olympiska titeln för 
1 500 meter 2021 dominerade Ingebrigtsen grenen och vann bekvämt alla lopp han ställde upp i. Vid VM 2022 var han i ledning i finalen på 1500 meter och förväntade sig att fortsätta så in i mål men Storbritanniens Jake Wightman, som hade skuggat Ingebrigtsen hela loppet, spurtade runt honom under de sista 200 meterna och tog VM-guldet. Ingebrigtsen gick sedan in i sin andra gren, 5 000 meter, med siktet inställt på revansch. Där överskuggade hans snabbhet de andra löparna som var mer distansorienterade och han vann loppet.
Ett år senare i finalen på 1 500 meter vid VM 2023 ledde Ingebrigtsen återigen från början medan britten Kerr använde sig av samma taktik som sin landsman Wightman, en klubbkamrat till honom sedan barndomen som var frånvarande på grund av skada, och skuggade Ingebrigtsen hela loppet och med 200 meter kvar spurtade förbi honom och vann guldet. Sedan vann Ingebrigtsen återigen 5 000 meter.
Ingebrigtsen kom till de olympiska spelen 2024 som världsledande med årets bästa tid på 3:26,73 som var nära Hicham El Guerroujs 26 år gamla världsrekord på 3:26,00. Den regerande världsmästaren Kerr hade den nästbästa tiden. Bakom dem på listan över årets bästa tider fanns den återvändande OS-silvermedaljören Timothy Cheruiyot (KEN), Brian Komen (KEN), Yared Nuguse (USA), Cole Hocker (USA), Neil Gourley (GBR) och VM-bronsmedaljören Narve Gilje Nordås (NOR). Wightman var fortsatt borta på grund av skada.
I finalen tog Ingebrigtsen ledningen från början och sprang med ett högt tempo. Han skuggades omedelbart av Komen, Kerr, Nuguse, Hobbs Kessler och Cheruiyot som följde efter Ingebrigtsen i stort sett i rad. Detta skulle inte bli ett långsamt, strategiskt lopp som vanligtvis plågar mästerskapsfinaler i 1 500 meter, tiden 54,9 för de första 400 var en av de snabbaste i historien. På det andra varvet fortsatte Ingebrigtsen att pressa på och satte 1:51,5 vilket drog isär raden av löpare bakom honom som fortsatte i samma ordning. Det var tydligt att Ingebrigtsen tänkte springa snabbt och antingen dra ifrån sina motståndare eller trötta ut dem inför spurten i slutet, på samma sätt som han många gånger hade gjort vid Diamond League-tävlingar. Även om fältet var utsträckt av norrmannens infernaliska tempo, följde Cheruiyot resolut efter norrmannen, och de andra löparna kunde ta skydd från vinden bakom de två längst fram. Raden av följande löpare sträcktes ut, men den bröts inte.
Efter halva loppet började den andraplacerade Komen tappa hastighet och hans landsman Cheruiyot som nu var på fjärde plats svarade med att ta sig förbi Kerr som verkade nöjd med sin tredje position och ta andra platsen. Vid 900 meter var de sex längst fram Ingebrigsten, Cheruiyot, Kerr, Nuguse, Komen och Hocker.
Klockan visade 2:33,5 när sista varvet började och tempot inte avtog. Vid denna tidpunkt började Hocker som verkade ha mycket krafter kvar avancera i fältet och Kerr, som hade tagit skydd bakom de två längst fram hela loppet medan Ingebrigtsen hade tagit all vind på första platsen, tog sig förbi Cheruiyot, som började få svårt att hänga med i det höga tempot, till andra platsen bakom Ingebrigtsen. Längre bak i raden tog sig Hocker förbi Nuguse och kenyanerna för att komma till tredje plats i position för en effektiv spurt i slutet. När de gick in i den sista kurvan använde Hocker sin fart och kom tätt bakom de två längst fram. Kerr placerade sig på Ingebrigtsens sida för att kunna ta sig förbi honom och Ingebrigtsen reagerade med att glida ut till höger för att få Kerr att springa en längre sträcka för att kunna ta sig förbi. Detta höll på att öppna ett hål för Hocker, men Ingebrigtsen backade och stängde dörren och lämnade Hocker instängd, där han var tvungen att sakta ner och vänta på en öppning. När de gick in på upploppet såg den förväntade duellen mellan Kerr och Ingebrigtsen ut att bli verklighet, där skotten återigen såg marginellt starkare ut.
Med 200 meter kvar av loppet började Kerr passera Ingebrigtsen, som återigen gled bort från relingen för att tvinga bort Kerr från den kortaste distanslinjen till mål, men när han gjorde det öppnade han återigen innerdörren för Hocker, som såg sin chans och rusade igenom med en stark avslutningsspurt. Ingebrigtsen höll vid det här laget på att tröttna rejält efter sina tidiga ansträngningar, och under de sista 50 meterna blev det en kamp mellan amerikanen och Kerr, men Hocker hade nu mycket mer fart och passerade sin motståndare 20 meter före mål för att ta guld. Medan Kerrs fart avtog under de sista meterna kunde Nuguse, som hade missat det mesta av det som hände i täten och sedan tagit sig förbi Ingebrigtsen, komma riktigt nära och nästan ta sig förbi den besvikna Kerr på linjen. De två var separerade med bara en hundradels sekund, och silvret gick till Kerr och bronset till Nuguse.
Ingebrigtsen som hade tagit slut på grund av sitt fokus på Kerr och ett uppgivet försök att springa benen ur sina motståndare utan hjälp av farthållarna som underlättade den taktiken på banan (medan hans motståndare kunde använda kenyanerna för att hålla tempot) försvann helt och hållet från medaljplatserna och hamnade på fjärde plats (han vann 5 000 meter fyra dagar senare).

## Kvalificering till OS-grenen
Kvalificeringsperioden för herrarnas 1 500 meter i friidrott var mellan 1 juli 2023 och 30 juni 2024. 45 idrottare kunde kvalificera sig till tävlingen, med högst tre idrottare per nation, genom att springa kvalificeringsstandarden 3:33,50 eller snabbare eller genom sin världsranking i friidrott för denna gren. 45 idrottare deltog i tävlingen.

## Schema
Alla tider är CET.
| Datum          | Tid   | Omgång      |
| -------------- | ----- | ----------- |
| 2 augusti 2024 | 11:10 | Kval        |
| 3 augusti 2024 | 19:15 | Återkval    |
| 4 augusti 2024 | 21:10 | Semifinaler |
| 5 augusti 2024 | 20:50 | Final       |

Källa: 

## Rekord
Innan tävlingens start fanns följande rekord:
| Rekord           | Idrottare                | Tid (s) | Plats        | Datum          |
| ---------------- | ------------------------ | ------- | ------------ | -------------- |
| Världsrekord     | Hicham El Guerrouj (MAR) | 3:26,00 | Rom, Italien | 14 juli 1998   |
| Olympiskt rekord | Jakob Ingebrigtsen (NOR) | 3:28,32 | Tokyo, Japan | 7 augusti 2021 |

| Område                                   | Tid (s)      | Idrottare          | Nation     |
| ---------------------------------------- | ------------ | ------------------ | ---------- |
| Afrika                                   | 3:26,00 0VR0 | Hicham El Guerrouj | Marokko    |
| Asien                                    | 3:29,14      | Rashid Ramzi       | Bahrain    |
| Europa                                   | 3:26,73      | Jakob Ingebrigtsen | Norge      |
| Nordamerika, Centralamerika och Karibien | 3:29,02      | Yared Nuguse       | USA        |
| Oceanien                                 | 3:29,41      | Oliver Hoare       | Australien |
| Sydamerika                               | 3:33,25      | Hudson de Souza    | Brasilien  |

## Resultat
Noteringarnas förklaring finns längst ner.

### Kval
De sex första i varje heat 0Q0 gick vidare till semifinal. Alla andra som sprang klart sitt lopp gick vidare till återkval.

#### Kvalheat 1
| Placering | Idrottare          | Nation         | Tid     | Noteringar |
| --------- | ------------------ | -------------- | ------- | ---------- |
| 1         | Josh Kerr          | Storbritannien | 3:35,83 | 0Q0        |
| 2         | Brian Komen        | Kenya          | 3:36,31 | 0Q0        |
| 3         | Narve Gilje Nordås | Norge          | 3:36,41 | 0Q0        |
| 4         | Anass Essayi       | Marocko        | 3:36,44 | 0Q0        |
| 5         | Yared Nuguse       | USA            | 3:36,56 | 0Q0        |
| 6         | Robert Farken      | Tyskland       | 3:36.62 | 0Q0        |
| 7         | Jochem Vermeulen   | Belgien        | 3:36,66 |            |
| 8         | Samuel Pihlström   | Sverige        | 3:36,80 |            |
| 9         | Cathal Doyle       | Irland         | 3:37,82 |            |
| 10        | Mario García       | Spanien        | 3:37,90 |            |
| 11        | Filip Rak          | Polen          | 3:38,12 |            |
| 12        | Ryan Mphahlele     | Sydafrika      | 3:38,48 |            |
| 13        | Oliver Hoare       | Australien     | 3:39,11 |            |
| 14        | Abdisa Fayisa      | Etiopien       | 3:39,67 |            |
| 15        | Ossama Meslek      | Italien        | 3:39,96 |            |

#### Kvalheat 2
| Placering | Idrottare                   | Nation         | Tid     | Noteringar |
| --------- | --------------------------- | -------------- | ------- | ---------- |
| 1         | Ermias Girma                | Etiopien       | 3:35,21 | 0Q0        |
| 2         | Cole Hocker                 | USA            | 3:35,27 | 0Q0        |
| 3         | Pietro Arese                | Italien        | 3:35,30 | 0Q0        |
| 4         | Niels Laros                 | Nederländerna  | 3:35,38 | 0Q0        |
| 5         | Timothy Cheruiyot           | Kenya          | 3:35,39 | 0Q0        |
| 6         | Isaac Nader                 | Portugal       | 3:35,44 | 0Q0        |
| 7         | Marius Probst               | Tyskland       | 3:35,65 |            |
| 8         | Luke McCann                 | Irland         | 3:35,73 |            |
| 9         | Adel Mechaal                | Spanien        | 3:35,81 |            |
| 10        | George Mills                | Storbritannien | 3:35,99 |            |
| 11        | Stewart Mcsweyn             | Australien     | 3:36,55 |            |
| 12        | Ruben Verheyden             | Belgien        | 3:36,62 |            |
| 13        | Tshepo Tshite               | Sydafrika      | 3:36,87 |            |
| 14        | Charles Philibert-Thiboutot | Kanada         | 3:36,92 |            |
| 15        | Maël Gouyette               | Frankrike      | 3:37,87 |            |

#### Kvalheat 3
| Placering | Idrottare                  | Nation         | Tid     | Noteringar |
| --------- | -------------------------- | -------------- | ------- | ---------- |
| 1         | Stefan Nillessen           | Nederländerna  | 3:36,77 | 0Q0        |
| 2         | Hobbs Kessler              | USA            | 3:36,87 | 0Q0        |
| 3         | Jakob Ingebrigtsen         | Norge          | 3:37,04 | 0Q0        |
| 4         | Reynold Kipkorir Cheruiyot | Kenya          | 3:37,12 | 0Q0        |
| 5         | Neil Gourley               | Storbritannien | 3:37,18 | 0Q0        |
| 6         | Samuel Tefera              | Etiopien       | 3:37,34 | 0Q0        |
| 7         | Ignacio Fontes             | Spanien        | 3:37,50 |            |
| 8         | Adam Spencer               | Australien     | 3:37,68 |            |
| 9         | Azeddine Habz              | Frankrike      | 3:37,95 |            |
| 10        | Kieran Lumb                | Kanada         | 3:38,11 |            |
| 11        | Raphael Pallitsch          | Österrike      | 3:38,20 |            |
| 12        | Maciej Wyderka             | Polen          | 3:38,79 |            |
| 13        | Sam Tanner                 | Nya Zeeland    | 3:39,87 |            |
| 14        | Federico Riva              | Italien        | 3:41,78 |            |
| 15        | Andrew Coscoran            | Irland         | 3:42,07 |            |

### Återkval
De tre första i varje heat 0Q0 gick vidare till semifinal.

#### Återkval 1
| Placering | Idrottare         | Nation     | Tid     | Noteringar |
| --------- | ----------------- | ---------- | ------- | ---------- |
| 1         | Cathal Doyle      | Irland     | 3:34,92 | 0Q0        |
| 2         | Azeddine Habz     | Frankrike  | 3:35,10 | 0Q0        |
| 3         | Ossama Meslek     | Italien    | 3:35,32 | 0Q0        |
| 4         | Tshepo Tshite     | Sydafrika  | 3:35,35 |            |
| 5         | Kieran Lumb,      | Kanada     | 3:35,76 |            |
| 6         | Jochem Vermeulen  | Belgien    | 3:36,14 |            |
| 7         | Luke McCann       | Irland     | 3:36,50 |            |
| 8         | Marius Probst     | Tyskland   | 3:36,54 |            |
| 9         | Maciej Wyderka    | Polen      | 3:36,79 |            |
| 10        | Abdisa Fayisa     | Etiopien   | 3:36,82 |            |
| 11        | Mario García      | Spanien    | 3:37,01 |            |
| 12        | Stewart Mcsweyn   | Australien | 3:37,49 |            |
| 13        | Raphael Pallitsch | Österrike  | 3:39,32 |            |

#### Återkval 2
| Placering | Idrottare                   | Nation         | Tid     | Noteringar |
| --------- | --------------------------- | -------------- | ------- | ---------- |
| 1         | Federico Riva               | Italien        | 3:32,84 | 0Q0 PB0    |
| 2         | Charles Philibert-Thiboutot | Kanada         | 3:33,53 | 0Q0        |
| 3         | George Mills                | Storbritannien | 3:33,56 | 0Q0        |
| 4         | Samuel Pihlström            | Sverige        | 3:33.58 | 0PB0       |
| 5         | Oliver Hoare                | Australien     | 3:34,00 |            |
| 6         | Adam Spencer                | Australien     | 3:34,45 |            |
| 7         | Filip Rak                   | Polen          | 3:34,53 |            |
| 8         | Ignacio Fontes              | Spanien        | 3:35.04 |            |
| 9         | Maël Gouyette               | Frankrike      | 3:35,42 |            |
| 10        | Ruben Verheyden             | Belgien        | 3:36,06 |            |
| 11        | Ryan Mphahlele              | Sydafrika      | 3:36,64 |            |
| 12        | Andrew Coscoran             | Irland         | 3:39,45 |            |
| 13        | Sam Tanner                  | Nya Zeeland    | 3:40,71 |            |
| 14        | Adel Mechaal                | Spanien        | 3:42,79 |            |

### Semifinaler
De sex första i varje heat 0Q0 gick vidare till finalen.

#### Semifinal 1
| Placering | Idrottare                   | Nation         | Tid     | Noteringar |
| --------- | --------------------------- | -------------- | ------- | ---------- |
| 1         | Yared Nuguse                | USA            | 3:31,72 | 0Q0        |
| 2         | Hobbs Kessler               | USA            | 3:31,97 | 0Q0        |
| 3         | Neil Gourley                | Storbritannien | 3:32,11 | 0Q0        |
| 4         | Niels Laros                 | Nederländerna  | 3:32,22 | 0Q0        |
| 5         | Timothy Cheruiyot           | Kenya          | 3:32,30 | 0Q0        |
| 6         | Narve Gilje Nordås          | Norge          | 3:32,34 | 0Q0        |
| 7         | Anass Essayi                | Marocko        | 3:32,49 | 0PB0       |
| 8         | Ossama Meslek               | Italien        | 3:32,77 | 0PB0       |
| 9         | Samuel Tefera               | Etiopien       | 3:33,02 |            |
| 10        | Cathal Doyle                | Irland         | 3:33,15 | 0PB0       |
| 11        | Charles Philibert-Thiboutot | Kanada         | 3:33,29 |            |
| 12        | Azeddine Habz               | Frankrike      | 3:34,35 |            |

#### Semifinal 2
| Placering | Idrottare                  | Nation         | Tid     | Noteringar |
| --------- | -------------------------- | -------------- | ------- | ---------- |
| 1         | Jakob Ingebrigtsen         | Norge          | 3:32,38 | 0Q0        |
| 2         | Josh Kerr                  | Storbritannien | 3:32,46 | 0Q0        |
| 3         | Cole Hocker                | USA            | 3:32,54 | 0Q0        |
| 4         | Brian Komen                | Kenya          | 3:32,57 | 0Q0        |
| 5         | Stefan Nillessen           | Nederländerna  | 3:32,73 | 0Q0 PB0    |
| 6         | Pietro Arese               | Italien        | 3:33,03 | 0Q0        |
| 7         | Robert Farken              | Tyskland       | 3:33,35 |            |
| 8         | Isaac Nader                | Portugal       | 3:34.75 |            |
| 9         | Federico Riva              | Italien        | 3:35,26 |            |
| 10        | Reynold Kipkorir Cheruiyot | Kenya          | 3:35,32 |            |
| 11        | George Mills               | Storbritannien | 3:37,12 |            |
| 12        | Ermias Girma               | Etiopien       | 3:40,27 |            |

### Final
| Placering | Idrottare          | Nation         | Tid     | Notering  |
| --------- | ------------------ | -------------- | ------- | --------- |
| 1         | Cole Hocker        | USA            | 3:27,65 | 0OR0 AR0  |
| 2         | Josh Kerr          | Storbritannien | 3:27,79 | 0NR0      |
| 3         | Yared Nuguse       | USA            | 3:27,80 | 0PB0      |
| 4         | Jakob Ingebrigtsen | Norge          | 3:28,24 |           |
| 5         | Hobbs Kessler      | USA            | 3:29,45 | 0PB0      |
| 6         | Niels Laros        | Nederländerna  | 3:29,54 | 0NR0 ARJ0 |
| 7         | Narve Gilje Nordås | Norge          | 3:30,46 |           |
| 8         | Pietro Arese       | Italien        | 3:30,74 | 0NR0      |
| 9         | Stefan Nillessen   | Nederländerna  | 3:30,75 | 0PB0      |
| 10        | Neil Gourley       | Storbritannien | 3:30,88 |           |
| 11        | Timothy Cheruiyot  | Kenya          | 3:31,35 |           |
| 12        | Brian Komen        | Kenya          | 3:35,59 |           |
| Källa:    | Källa:             | Källa:         | Vind:   | Vind:     |